# North Somerset (circonscription britannique)
Circonscription parlementaire de la Chambre des communes
La circonscription de North Somerset  est une circonscription située dans le Somerset et représentée à la Chambre des communes du Parlement britannique.

## Géographie
La circonscription comprend :
- Les villes de Clevedon et Nailsea

## Députés
Les Members of Parliament (MPs) de la circonscription sont :
1885-1918
| Législature            | Années    | Député      | Député                     | Parti        |
| ---------------------- | --------- | ----------- | -------------------------- | ------------ |
| North Somerset         |           |             |                            |              |
| 23e                    | 1885–1886 |             | Evan Henry Llewellyn       | Conservateur |
| 24e                    | 1886–1892 |             | Evan Henry Llewellyn       | Conservateur |
| 25e                    | 1892–1895 |             | Courtenay Warner           | Libéral      |
| 26e                    | 1895–1900 |             | Evan Henry Llewellyn (2)   | Conservateur |
| 27e                    | 1900–1906 |             | Evan Henry Llewellyn (2)   | Conservateur |
| 28e                    | 1906–1910 |             | William Henry Bateman Hope | Libéral      |
| 29e                    | 1910–1910 | Joseph King |                            | Libéral      |
| 30e                    | 1910–1918 | Joseph King |                            | Libéral      |
| Circonscription abolie |           |             |                            |              |

1950-1983
| Législature                                                      | Années    | Député    | Député      | Parti        |
| ---------------------------------------------------------------- | --------- | --------- | ----------- | ------------ |
| Recréée de Frome et Weston-super-Mare                            |           |           |             |              |
| 39e                                                              | 1950–1951 |           | Ted Leather | Conservateur |
| 40e                                                              | 1951–1955 |           | Ted Leather | Conservateur |
| 41e                                                              | 1955–1959 |           | Ted Leather | Conservateur |
| 42e                                                              | 1959–1964 |           | Ted Leather | Conservateur |
| 43e                                                              | 1964–1966 | Paul Dean |             | Conservateur |
| 44e                                                              | 1966–1970 | Paul Dean |             | Conservateur |
| 45e                                                              | 1970–1974 | Paul Dean |             | Conservateur |
| 46e                                                              | 1974–1974 | Paul Dean |             | Conservateur |
| 47e                                                              | 1974–1979 | Paul Dean |             | Conservateur |
| 48e                                                              | 1979–1983 | Paul Dean |             | Conservateur |
| Circonscription redistribuée parmi Woodspring, Wansdyke et Wells |           |           |             |              |

Depuis 2010
| Législature                        | Années       | Député | Député   | Parti        |
| ---------------------------------- | ------------ | ------ | -------- | ------------ |
| North Somerset issue de Woodspring |              |        |          |              |
| 55e                                | 2010–2015    |        | Liam Fox | Conservateur |
| 56e                                | 2015–2017    |        | Liam Fox | Conservateur |
| 57e                                | 2017–2019    |        | Liam Fox | Conservateur |
| 58e                                | 2019–Présent |        | Liam Fox | Conservateur |